# Don Tannahill
Donald Andrew „Don“ Tannahill (* 21. Februar 1949 in Penetanguishene, Ontario) ist ein ehemaliger kanadischer Eishockeyspieler, der im Verlauf seiner aktiven Karriere zwischen  und  unter anderem 111 Spiele für die Vancouver Canucks in der National Hockey League (NHL) sowie 242 weitere für die Minnesota Fighting Saints und Calgary Cowboys in der World Hockey Association (WHA) auf der Position des linken Flügelstürmers bestritten hat. Tannahill, der einmal ins Second All-Star Team der American Hockey League (AHL) berufen wurde, wurde im NHL Amateur Draft 1969 bereits an der dritten Gesamtposition von den Boston Bruins ausgewählt.

## Karriere
Tannahill verbrachte seine Juniorenkarriere zwischen 1966 und 1969 bei den Niagara Falls Flyers aus der Ontario Hockey Association Junior League (OHA-Jr.). Mit der Mannschaft konnte der Stürmer am Ende der Saison 1967/68 das Double aus J. Ross Robertson Cup, der Meisterschaftstrophäe der OHA, und dem prestigeträchtigen Memorial Cup der gesamten Canadian Hockey League (CHL) gewinnen. Nachdem er in der folgenden Spielzeit in 68 Einsätzen 112 Scorerpunkte gesammelt hatte und ins Second All-Star Team der Liga berufen worden war, wurde der 20-Jährige im NHL Amateur Draft 1969 bereits an der dritten Gesamtposition von den Boston Bruins aus der National Hockey League (NHL) ausgewählt.
Zwar wechselte der Kanadier zur Saison 1969/70 umgehend in den Profibereich, allerdings lief er in den folgenden drei Spielzeiten nie für die Boston Bruins auf. Zunächst verbrachte der linke Flügelstürmer zwei Spielzeiten beim Farmteam Oklahoma City Blazers in der Central Hockey League (CHL), danach war er ein Jahr für die Boston Braves in der American Hockey League (AHL) aktiv. In dieser Saison wurde der Offensivspieler ins AHL Second All-Star Team berufen. Über den NHL Intra-League Draft kam Tannahill im Juni 1972 zu den Vancouver Canucks, wo ihm schließlich er Sprung in die NHL gelang. In seiner Rookiesaison kam er in einer Sturmreihe mit Bobby Schmautz und André Boudrias zum Einsatz und sammelte so 43 Scorerpunkte, darunter 22 Tore. Im folgenden Spieljahr fiel Tannahill aufgrund einer Rückenoperation lange aus und absolvierte lediglich 33 Spiele.
Dennoch verblieb der Kanadier über den Sommer 1974 hinaus nicht bei den Vancouver Canucks in der NHL, sondern wechselte als Free Agent zu den Minnesota Fighting Saints in die World Hockey Association (WHA), die zu dieser Zeit in Konkurrenz mit der NHL stand. Die Fighting Saints hatten sich Tannahills WHA-Transferrechte im Mai 1973 von den Chicago Cougars gesichert. Tannahill verbrachte jedoch nur eine Saison bei den Minnesota Fighting Saints, da er im September 1975 gemeinsam mit George Morrison sowie den Transferrechten an Wally Olds und Joe Micheletti zu den Calgary Cowboys transferiert wurde. Im Gegenzug gab Calgary John McKenzie nach Minnesota ab und zahlte darüber hinaus auch noch eine Geldsumme an das finanzschwache Franchise.
Für Calgary stand der Offensivspieler zwei weitere Spieljahre in der WHA auf dem Eis, ehe das Franchise im August 1977 aufgrund anhaltender finanzieller Probleme aufgelöst und Tannahills Transferrechte zunächst an den Ligakonkurrenten Nordiques de Québec übertragen wurden. Nur einen Monat später wurden die Transferrechte allerdings gemeinsam mit denen von Pete Donnelly zu den Edmonton Oilers weitergegeben, nachdem beide Franchises in einem Transferdisput wegen Ron Chipperfield gestanden hatten und diesen damit beglichen. Tannahill kehrte zur Saison 1977/78 aber nicht in die WHA oder NHL zurück, sondern bestritt stattdessen einige Spiele für die Salt Lake Golden Eagles in der Central Hockey League sowie die Barrie Flyers in der Ontario Hockey Association Senior League (OHA-Sr.). Im Sommer 1978 beendete der 29-Jährige seine aktive Karriere.

## Erfolge und Auszeichnungen
- 1968 J.-Ross-Robertson-Cup-Gewinn mit den Niagara Falls Flyers
- 1968 Memorial-Cup-Gewinn mit den Niagara Falls Flyers
- 1969 OHA-Jr. Second All-Star Team
- 1972 AHL Second All-Star Team

## Karrierestatistik
(Legende zur Spielerstatistik: Sp oder GP = absolvierte Spiele; T oder G = erzielte Tore; V oder A = erzielte Assists; Pkt oder Pts = erzielte Scorerpunkte; SM oder PIM = erhaltene Strafminuten; +/− = Plus/Minus-Bilanz; PP = erzielte Überzahltore; SH = erzielte Unterzahltore; GW = erzielte Siegtore; 1 Play-downs/Relegation; Kursiv: Statistik nicht vollständig)